# Augier (St. Lucia)
Augier ist ein Ort im Quarter (Distrikt) Vieux Fort im Süden des Inselstaates St. Lucia in der Karibik. 

## Geographie
Der Ort liegt an der Westgrenze des Quarters, relativ weit im Inselinnern im Quellgebiet der Grande Rivière de l’Anse Noire. Im Umkreis liegen die Siedlungen Pomme, St. Jude’s Highway, Derierre Bois und Catin, sowie Macdomel im Quarter Laborie. Eine wichtige Verbindungsstraße ist der so genannte St Jude’S Highway.
Im Ort befinden sich die Kirchen Living Logos Tabernacle, Church of St. Francis Xavier und Augier Evangelical Church.